# فرانسيا وايت
فرانسيا وايت (بالإنجليزية: Francia White)‏ هي مغنية ومغنية أوبرا أمريكية، ولدت في 1909، وتوفيت في 22 أكتوبر 1984.